# Chrysolina scotti
Chrysolina scotti es un coleóptero de la familia Chrysomelidae.
Fue descrita científicamente en 2001 por Daccordi.